# Farfantepenaeus aztecus
Farfantepenaeus aztecus, vulgarmente conhecido como camarão-café-do-norte é uma espécie de camarão da família Penaeidae que se pode encontrar na costa leste dos Estados Unidos da América e México. Constitui uma importante espécie no que diz respeito ao seu valor comercial nos Estados Unidos. Por vezes é ainda utilizado o nome científico, não válido, de Penaeus aztecus.

## Distribuição
A zona geográfica habitada por esta espécie estende-se pela costa atlântica dos Estados Unidos do Massachusetts ao Texas, e ao longo da costa atlântica do México de Tamaulipas a Campeche. Vivem a uma profundidade de 4 a 160 metros, concentrando-se em maior número entre os 27 e 54 metros, em águas com fundo de lama, turfa, areia, argila ou detritos conquíferos. Os espécimes jovens encontram-se em águas marinhas ou de estuários, enquanto que os adultos são exclusivamente marinhos.

## Descrição
As fêmeas atingem um comprimento total de 236 mm e os machos 195 mm.

## Pesca

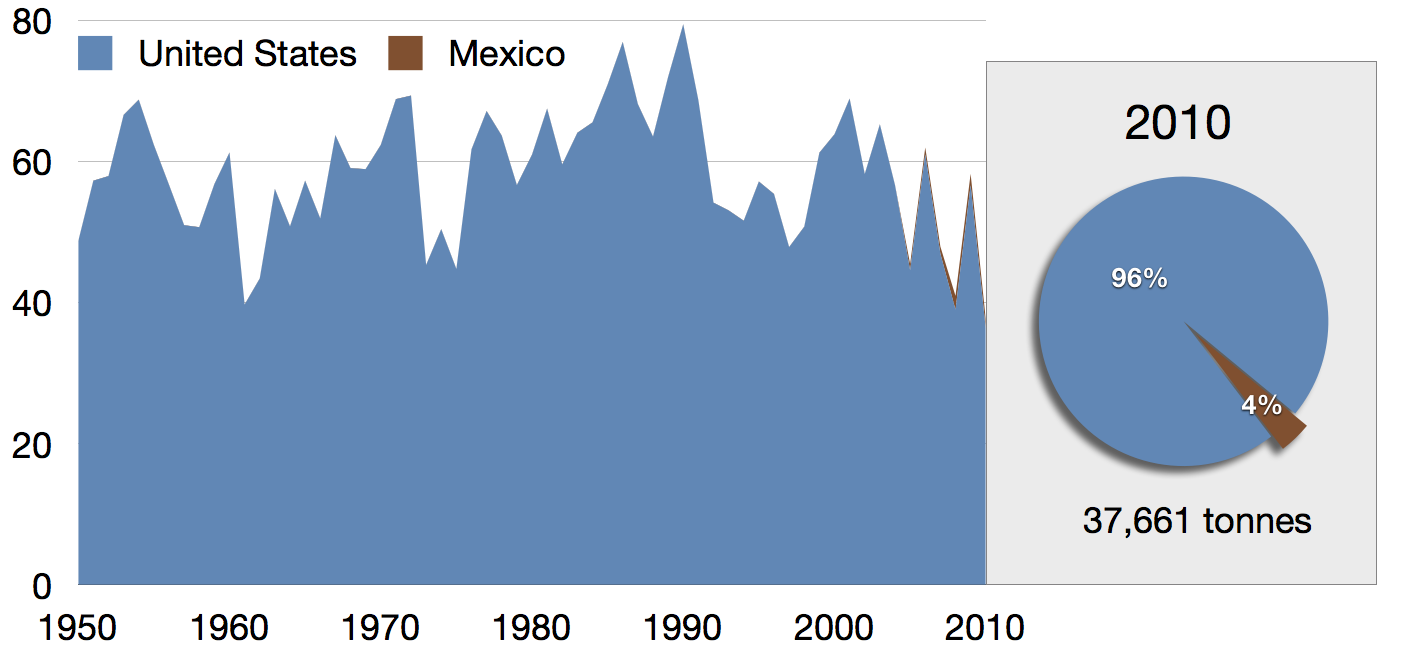
Captura global de Farfantepenaeus aztecus em milhares de toneladas de acordo com a Organização das Nações Unidas para Alimentação e Agricultura, 1950–2010

Nos Estados Unidos, 36 000 toneladas de F. aztecus foram trazidos para terra em 2010, mais metade das quais no estado do Texas.

## Taxonomia
Farfantepenaeus aztecus foi descrita pela primeira vez por J. E. Ives num estudo de 1891 publicado nos Proceedings of the Academy of Natural Sciences of Philadelphia, com sendo uma variedade de "Penæus brasiliensis" (agora classificado como Farfantepenaeus brasiliensis). A localidade tipo era Veracruz, na costa do Golfo do México. Este autor distinguia as novas variedades a partir dos comprimentos extremos dos flagelos antenais, que são 7 a 10 vezes mais compridos que o comprimento da carapaça. "P. aztecus" foi considerada finalmente como espécie propriamente dita, e quando Rudolf Burukovsky propôs o subgénero Farfantepenaeus, este autor colocou "P. aztecus" entre as espécies incluídas nesta subdivisão. Farfantepenaeus foi depois promovido a género por Isabel Pérez Farfante e Brian Kensley, ficando a nova espécie com o nome Farfantepenaeus aztecus.